# Tropikalna strefa konwergencji

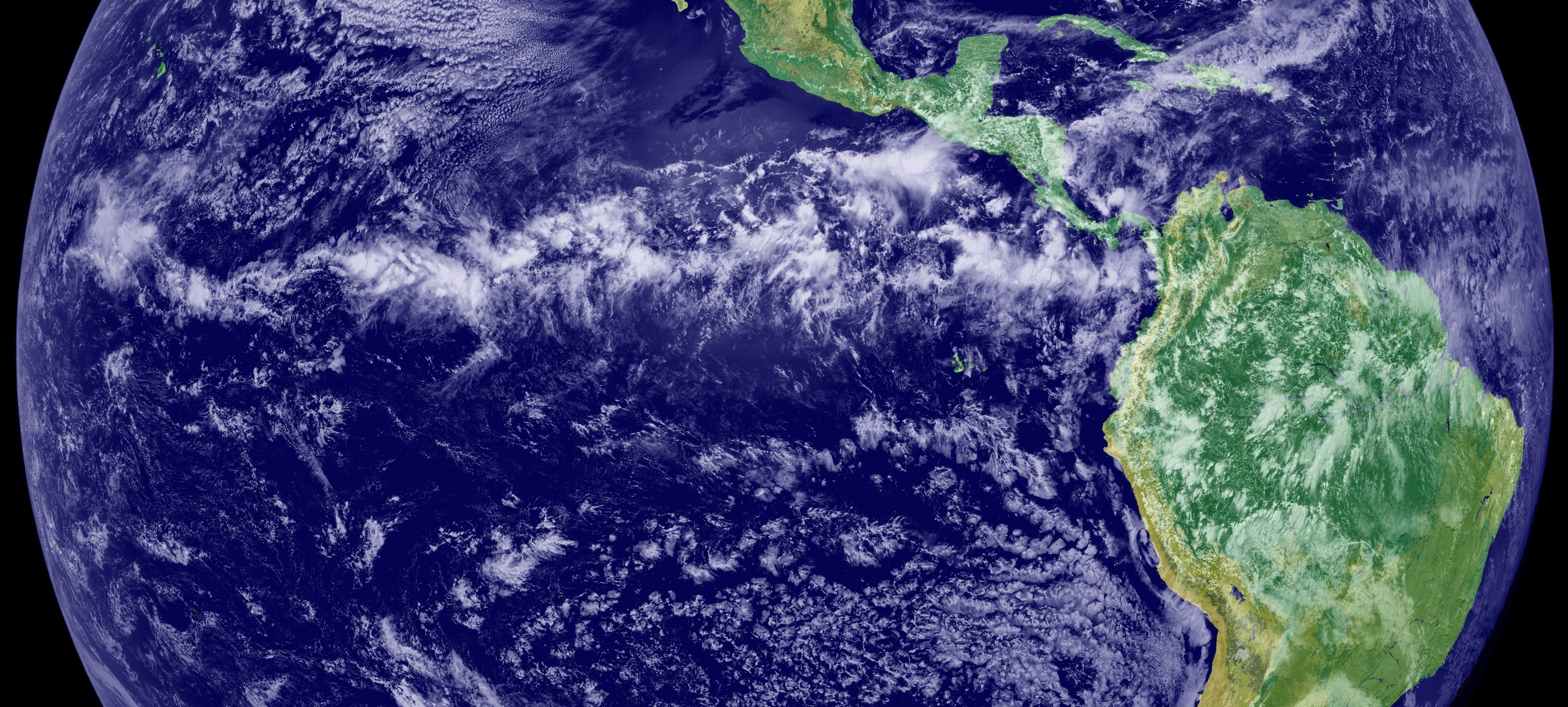
Głęboka konwekcja strefy konwergencji tropikalnej na wschodnim Pacyfiku.

Strefa konwergencji tropikalnej (ang. Intertropical Convergence Zone, w skrócie ITCZ), inne nazwy w języku polskim to: wewnątrztropikalna strefa konwergencji, międzytropikalna strefa konwergencji, międzyzwrotnikowa strefa zbieżności, równikowy pas ciszy – obszar zbieżności dwóch systemów pasatowych.
Obszar jest charakteryzowany przez ruchy pionowe ciepłego powietrza przywiewanego przez wiatry pasatowe.
Między 3 a 10°N waha się główna oś pasa występujących w tej strefie obfitych opadów deszczu, mającego od kilkuset do kilkudziesięciu kilometrów szerokości

## Żeglarstwo
Strefa konwergencji tropikalnej jest też obszarem, w którym średnie wiatry na powierzchni są bardzo słabe i jest nazywana w języku angielskim doldrums lub (mało precyzyjnie) ciszą na równiku.